# واكلاف نيمويوفسكي
واكلاف جوزيف نيمويوفسكي من شعار النبالة Wierusz (من مواليد 26 أغسطس 1865 في فروتسواف، توفي في 14 ديسمبر 1939 في Marchwacz بالقرب من كاليش) - مالك أرض كاليش، حفيد Bonawentura Niemojowski.
كان رئيس الجمعية الزراعية في كاليش في الأعوام 1900-1910. في عام 1917، أصبح رئيسًا لمجلس الدولة المؤقت لمملكة بولندا . ترأس بحكم منصبه الإدارة التنفيذية لمجلس الدولة المؤقت في عام 1917. منذ عام 1918 ارتبط بالحركة القومية المسيحية المحافظة، وفي عام 1925 أصبح رئيسًا للمنظمة الملكية في بوزنان، وفي عام 1926 رئيسًا للمجلس الأعلى للملكيين البولنديين. في عام 1927 انسحب من الحياة العامة. كان آخر مالك لعقار العائلة في مارشواتش، والذي ظل في أيدي عائلة نيمويوفسكي منذ عام 1819.

## فهرس
- Niemojowski Wacław, [w:] Encyklopedia PWN [online] [dostęp 2014-12-19] .

## روابط خارجية
- مقالة من Kurjer Powszechny بقلم دبليو. نيمووفسكي بعنوان ملاحظات حول الإصلاح الزراعي متوفرة في مجموعات المكتبة الوطنية - النسخة الرقمية على موقع Polona.pl